# Ferrocarril Metropolità de Barcelona
Ferrocarril Metropolità de Barcelona (FMB) és una companyia pública de ferrocarril establerta l'any 1920 per construir una línia de ferrocarril metropolità a la ciutat de Barcelona. Municipalitzada a mitjans del segle xx i fusionada amb l'altra companyia del metro, el Gran Metropolità de Barcelona. Actualment opera vuit dels dotze serveis del metro de Barcelona, les altres quatre ho fa Ferrocarrils de la Generalitat de Catalunya.
Des del 1978 la infraestructura del metro depèn de la Generalitat de Catalunya i FMB opera el servei, sota el nom de TMB (1979), conjuntament amb Transports de Barcelona. Actualment el control de FMB recau en el govern de l'Àrea Metropolitana de Barcelona.
A data de 31 de desembre de 2010, el Ferrocarril Metropolità de Barcelona tenia 3.764 treballadors, 654 cotxes motor i 162 cotxes remolc i va moure l'any 2010 381,22 milions de viatgers. Disposa d'un Centre de Control al barri de la Sagrera, des d'on controla i coordina totes les línies al seu càrrec. Opera vuit serveis dels dotze existents al metro de Barcelona: L1, L2, L3, L4, L5, L9, L10 i L11.

## Història
FMB és una empresa fruit de l'agrupació de Ferrocarril Metropolitano de Barcelona SA (1920) i Gran Metropolitano de Barcelona SA (1921). Aquestes dues empreses s'havien constituït a la dècada de 1920 amb capital privat per construir línies de ferrocarril metropolità, el Metro Transversal (L1) i el Gran Metro (L3). El 1928 l'Ajuntament de Barcelona ja controlova Ferrocarril Metropolitano de Barcelona SA, el 1957 la va comprar i el 1961 aquesta va absorbir GMB.

### Orígens
A principis del segle xx a Barcelona hi havia la necessitat d'unir les diferents estacions terminals de ferrocarril, el projecte denominat oficialment Ferrocarril Subterráneo SO-NE de Barcelona, Sans-San Martín, Enlaces y Estaciones Centrales. volia així enllaçar la Bordeta, km 99,530 de la línia de Barcelona a Tarragona, i transcorreria per sota del carrer de Sants fins a la plaça d'Espanya, on enllaçaria amb el NEE, i després per la Gran Via de les Corts Catalanes fins a la plaça de la Universitat on es bifurcaria, un ramal per la ronda de la Universitat i un altre pel carrer de Pelai (enllaçant amb FSB) i carrer de Fontanella, i es tornarien a enllaçar a la plaça d'Urquinaona. Després circularia per la ronda de Sant Pere, avinguda de Vilanova, el patí de maniobres de l'Estació del Nord (enllaçant amb Nord i MZA) i posteriorment en superfície per la riera de Bogatell fins a l'estació de mercaderies de Bogatell i finalitzant el recorregut a l'estació de Poble Nou de MZA (línia de Mataró).
Tot i que el projecte va ser presentat al govern de Madrid el 1912 i exposat a informació pública el 1913, va quedar paralitzar el 1914 per la Primera Guerra Mundial, després de la Guerra el senyor Reyes iniciava contactes financers per iniciar les obres i finalment un grup d'empresaris catalans i bascos van decidir tirar endavant el projecte.

### Constitució de la societat
FMB es va constituir com a societat anònima l'any 1920 amb el nom de Ferrocarril Metropolitano de Barcelona per dur a terme les obres del Metro Transversal, actual línia 1. L'empresa havia sol·licitat la concessió de set línies més.
El projecte de la línia era aprovat pel Consell d'Obres Públiques el 1922. Donat les fortes inversions requerides es va decidir augmentar el capital social mitjançant l'emissió de 19.600 accions, part de les quals l'Ajuntament de Barcelona va adquirir, ja que per les característiques urbanes d'aquest ferrocarril, aquest podria tenir un paper important en el desenvolupament de la ciutat.

### Metro Transversal

Esquema de la línia 1.

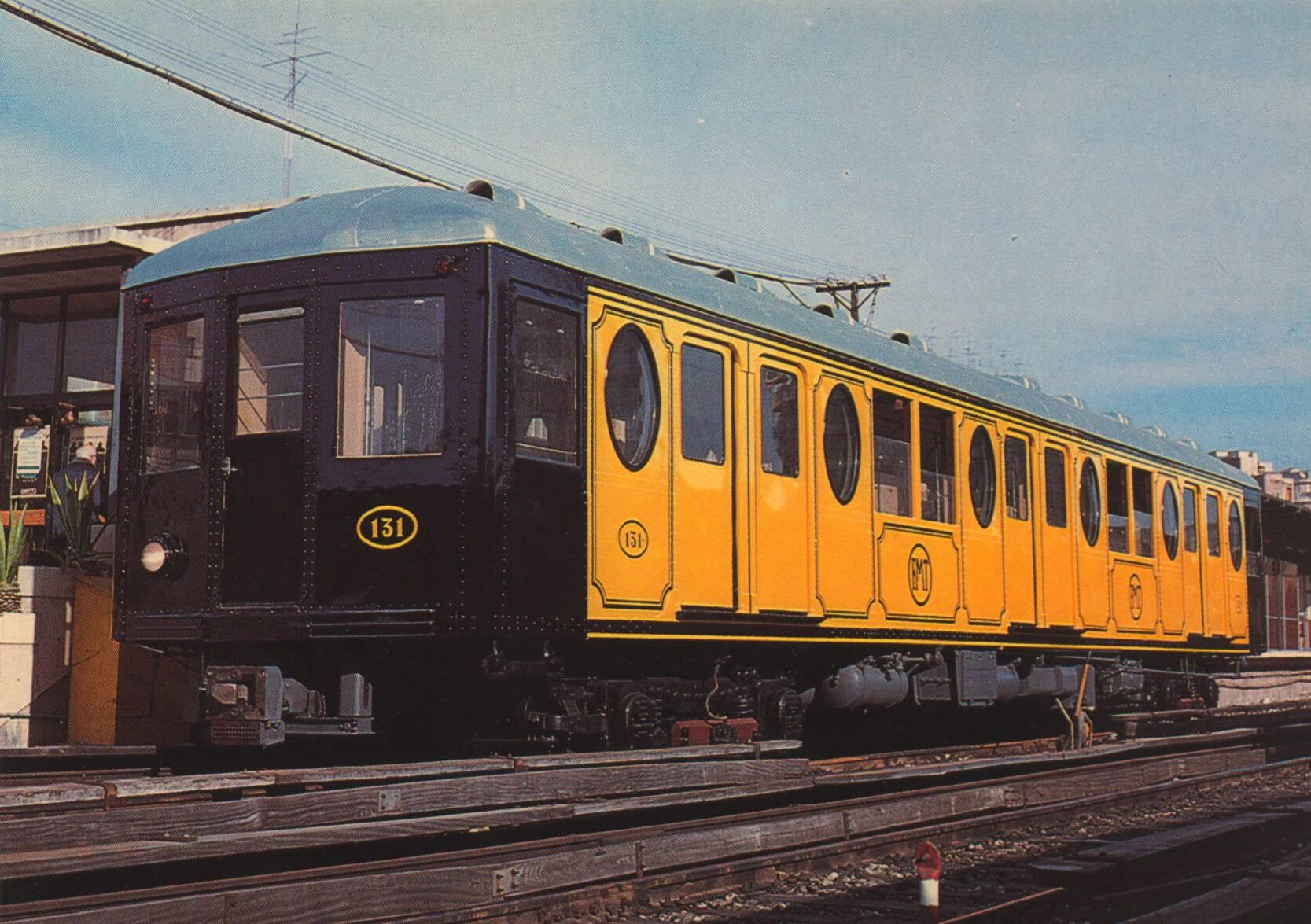
Unitat històrica sèrie 100 que circulà al FMB (Transversal).

Per Reial Ordre l'any 1922 es va permetre l'execució del projecte definit com a ferrocarril subterrani de tracció elèctrica i transversal entre les línies de Barcelona a Tarragona i de Barcelona a França. Les obres van començar el 5 de febrer de 1923 i eren força laborioses, ja que es duien a terme sota carrers amb molt trànsit. Mentrestant FMB havia sol·licitat la concessió de fins a set línies:
- Línia de Lesseps: Unió de FMB amb FSB, conversió d'aquest en ferrocarril subterrani via Rambla de Catalunya.
- Línia de la Ronda: Enllaçaria plaça Espanya amb Universitat per l'avinguda del Paral·lel i les rondes de Sant Pau i Sant Antoni.
- Línia de la plaça Tetuan: des d'Universitat fins a Tetuan.
- Línia de Sant Andreu: Unió de Tetuan amb el Clot, la Sagrera i Sant Andreu, al llarg de la Gran Via i la carretera de Ribes.
- Línia del Poble Nou: Uniria Gràcia i Sant Martí de Provençals per la travessera de Gràcia, passeig de Sant Joan, carrer de Pujadas i carrer de Pere IV.
- Línia de Can Tunis.
- Línia del Prat de Llobregat: des de plaça d'Espanya per la Gran Via fins al Prat.

La inauguració oficial del primer tram (Bordeta-Catalunya) va ser el 10 de juny de 1926, ja batejat com Metro Transversal per diferenciar-lo del Gran Metro. Tenia 4.063 metres de longitud i nou estacions: Bordeta, Mercat Nou, Sants (ara Plaça de Sants), Hostafrancs, Espanya, Rocafort, Urgell, Universitat i Catalunya. L'estació d'Espanya en aquell moment va ser l'estació amb la volta més gran del món (27 metres).
Ferrocarril Metropolità de Barcelona propietari i constructor de la línia inicialment va delegar a Tramvies de Barcelona el transport de viatgers, és a dir era l'operador de la línia, però posteriorment se'n va fer càrrec directament.

### Nacionalització temporal
Anteriorment FMB ja havia format pas d'un procés similar, en aquest cas de nacionalització per part del Govern d'Espanya que l'any 1941 va posar en vigor la llei de "Bases d'Ordenació Ferroviària i dels Tranports per Carretera" que feia efectiva l'1 de febrer la nacionalització i agrupació de totes les línies ferroviàries d'ample ibèric, afectant automàticament la línia 1 o Metro Transversal del metro de Barcelona per ser d'aquest ample ferroviari. La L1 va dependre de Red Nacional de los Ferrocarriles Españoles (RENFE) fins al 24 de setembre de 1943 quan va passar de nou a mans de FMB arran dels recursos que havia presentat la companyia del metropolità.

### Municipalització
L'octubre de 1952 el Ple de l'Ajuntament de Barcelona va aprovar un acord on es preveia la municipalització de totes les empreses de transport públic de la ciutat, afectant el Ferrocarril Metropolità de Barcelona, el Gran Metropolità de Barcelona i Tramvies de Barcelona. L'any 1955 els propietaris del Gran Metropolità de Barcelona i Tramvies de Barcelona van firmar l'acord de l'adquisició de les accions per part l'Ajuntament.
El 1958 l'Ajuntament va acabar de comprar el Ferrocarril Metropolità de Barcelona, hi va participar des de la seva constitució i el 1928 en controlava bona part. Tres anys més tard, el 1961 el Gran Metropolità va ser absorbit per FMB, creant Ferrocarril Metropolità de Barcelona SA/SPM.
Una de les millores més importants de la fusió va ser la construcció d'una galeria de connexió de les andanes de les estacions de Catalunya del Gran Metro i el Metro Transversal. Després de la fusió, les línies I i II del GMB (tota la Y) van passar a denominar-se línia III.

### Transports Metropolitans de Barcelona

Primer logotip de TMB.

Fruit de la coordinació del transport públic a Barcelona i de la municipalització de les empreses de transport, FMB i Transports de Barcelona (TB), anteriorment anomenat Tramvies de Barcelona, van començar a l'explotació conjunta el 1979 sota el nom de Transports Municipals de Barcelona (TMB). Posteriorment va canviar de nom a Transports Metropolitans de Barcelona.
Transports Metropolitans de Barcelona és propietat de FMB i TB i actua d'unitat gestora i marca comercial sota la qual operen les dues empreses municipals, gestionant la xarxa de metro i autobusos. Ambdues empreses mantenen estructures independents però TMB dissenya les línies estratègiques principals.

### Altres projectes
FMB manté col·laboracions i participacions en altres companyies i és present en altres sistemes de transport del món. A Catalunya forma part de l'accionariat de Tramvia Metropolità, l'operadora dels sistemes de tramvia modern, Tram, de la ciutat de Barcelona i l'àrea metropolitana, Com també la gestió i operació del servei de transport urbà de l'àrea metropolitana de Perpinyà, a Espanya al metro de Sevilla i a la resta del món en el sistema de transport per a la Universitat Rei Saud a Riad (Aràbia Saudita), la xarxa de transport de Casablanca (Marroc), el tren elèctric de Lima, el tramvia d'Orà, el metro d'Alger, el metro de Panamà i la primera línia de metro de Bogotà.

## Centre de Control de Metro de Barcelona
El Centre de Control de Metro de Barcelona (CCM) és el centre del Ferrocarril Metropolità de Barcelona que gestiona els recursos de l'explotació de la xarxa del metro de Barcelona. Està situat en un edifici del carrer Josep Estivill del barri de la Sagrera a Barcelona, a la vora de l'estació de la Sagrera, raó per la qual sovint se l'anomena Centre de Control de la Sagrera.
El CCM s'encarrega d'explotar el servei de les línies convencionals L1, L2, L3, L4 i L5 i les automàtiques L9, L10 i L11. El centre funciona les 24 hores del dia per controlar la regulació dels intervals dels trens, gestionar els treballs nocturns i els canals d'informació interna i externa. A més se n'encarrega de les incidències i les emergències.
A causa de la construcció de la línia 9 (L9 i L10), el centre ha necessitat ser ampliat, ja que aquest suposa un increment del 50% del volum de treball, i es va triplicar la superfície de les instal·lacions.